# 179221 Hrvojebozic
179221 Hrvojebozic este o planetă minoră (asteroid) din centura de asteroizi. A fost descoperită pe 14 octombrie 2001 la Observatorul Apache Point de Sloan Digital Sky Survey. 
Obiectul prezintă o orbită caracterizată de o semiaxă mare de 2,7712816843409 UAi, o excentricitate de 0,076644779446769, o înclinație de 3,1985045965851 ° în raport cu ecliptica.